# Dódóna

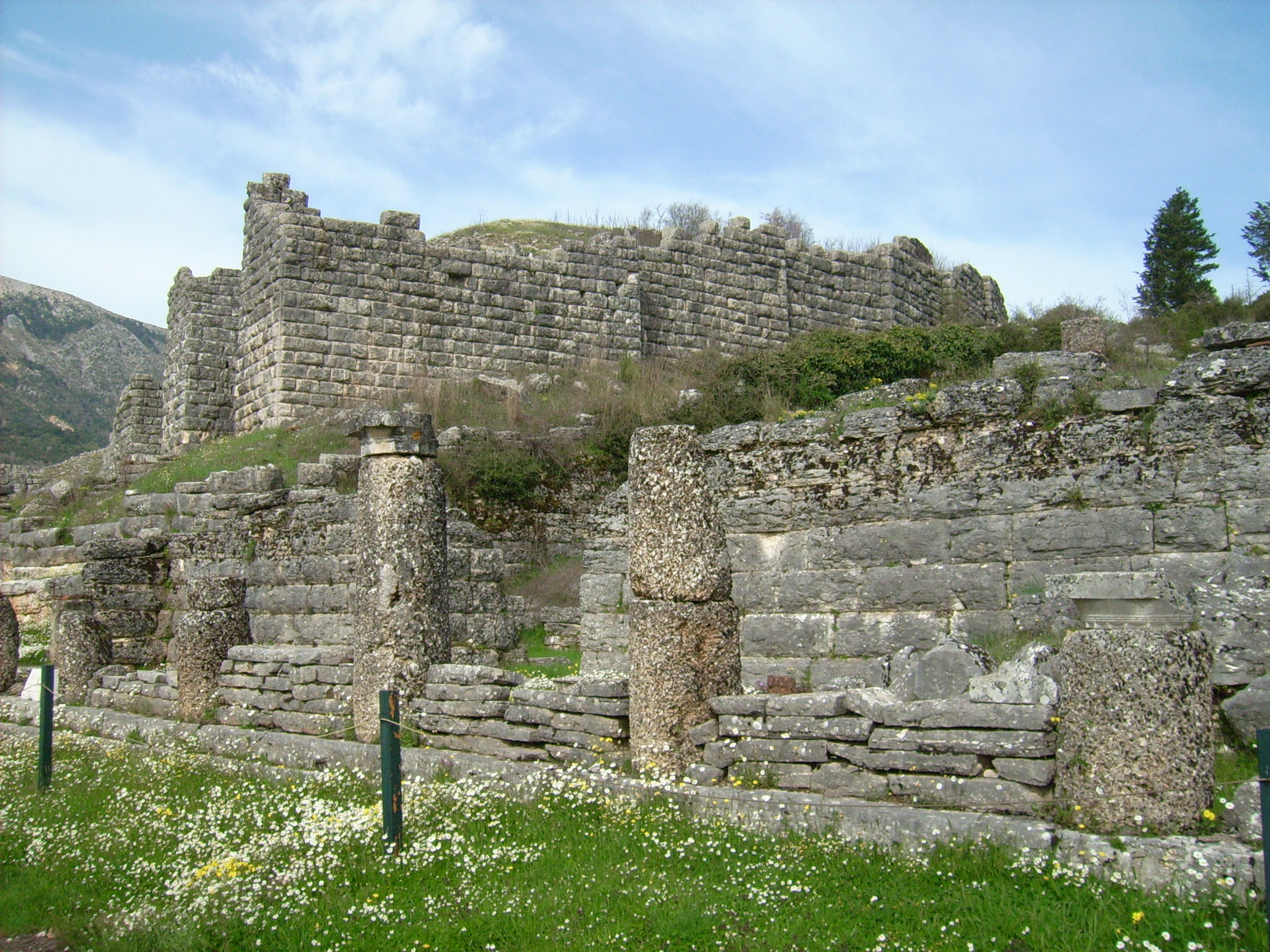
Búleutérion v Dódoně

Dódóna nebo Dódóné, starořecky Δωδώνη, byla starořecká věštírna ležící v Épeiru a zasvěcená Diovi a jeho družce Dióné, a obec na jejímž území se tato věštírna nacházela. Byla starší nebo stejně stará jako Apollónova věštírna v Delfách, ale méně slavná, a věštilo se zde ze šumění dubu.
Vykopávky na nalezišti odkryly ve svatyních Dia a Diony bronzové a olověné destičky s otázkami kladenými věštírně, opevnění a helénistické divadlo pro osmnáct tisíc diváků. Zeus zde byl ctěn pod titulem Naios (Plynoucí) a v Íliadě se zmiňuje, že místní věštci, selloi, měli nemyté nohy a spali na zemi. Klasická badatelka Jennifer Larson se domnívá, že tato skutečnost může souviset s asketickými praktikami a symbolickým kontaktem se zemí, o níž se věřilo že vyniká věšteckými kvalitami.
Starověká Dódóna leží na území moderní obce Dodoni, která leží v regionální jednotce Ioánnina a ta zase v kraji Epirus.

## Historie
Počátky svatyně v Dodóně sahají až do prehistorických dob. Od 3. tisíciletí př. n. l. zde byla uctívána bohyně Gaia. Atributy této bohyně matky později převzali Zeus a Dioné. Střediskem svatyně byl posvátný Diův dub. Ze šumotu listí tohoto dubu kněží věštili. Na Diovu počest se zde konaly atletické a umělecké soutěže. Epirus (taktéž Epeiros) byl stranou od kulturních center Řecka archaické a klasické doby, a proto měla svatyně i přes své stáří jen lokální význam. Situace se změnila v době helénismu, kdy Dodóna dosáhla vrcholu svého významu. Kolem roku 400 př. n. l. vznikla vedle posvátného stromu i Diova svatyně. Ten se pak ke konci 3. století rozrostl v nevelký, ale architektonicky zajímavý chrámový okrsek. Ve 3. století př. n. l. zde epirský král Pyrrhos nechal vybudovat několik nových chrámů, stadion, správní budovy a místo nechal opevnit s cílem dát svému království významné kulturní centrum. Především však v letech 297-272 př. n. l. vybudoval kolosální divadlo s mocnou opěrnou zdí, s 21 řadami sedadel a nádherným výhledem do kotliny řeky Lúros.  A přestože bylo v roce 219 př. n. l. zcela zničeno, bylo znovu vybudováno. Římský císař Augustus je na začátku našeho letopočtu přeměnil na arénu pro zápasy s divokými zvířaty. Po úpadku Epiru bylo město několikrát vypleněno, ale svatyně fungovala až do 4. století n. l. do nástupu křesťanství.

## Památky
Dodónská věštírna zanikla koncem 4. století našeho letopočtu, v 5.–6. století byla ještě sídlem biskupství, ale poté zdejší sídliště zcela zaniklo. Znovu bylo objeveno až v roce 1875. Nyní zde můžeme znovu obdivovat restaurované divadlo, které každoročně hostí Ioanninský Festival antického dramatu. Na jeho severní straně vede brána k místní akropoli, kde můžeme najít pozůstatky jejich kdysi bytelných zdí. Základy búletéria (radnice) a malého Afroditina chrámu se nacházejí východně od divadla. Nedaleko jsou také skromné pozůstatky Diovy svatyně, kde kdysi stával posvátný dub a věštírna.